# 豪特維爾 (阿拉巴馬州)
豪特維爾（英語：Holtville）是一個位於美國阿拉巴馬州埃爾莫爾縣的非建制地區和人口普查指定地區。根據2010年美國人口普查，該地人口為3638人。

## 地理
豪特維爾的座標為32°38′10″N 86°19′36″W / 32.63611°N 86.32666°W，而該地最高點為海拔高度108米（即354英尺）。